# Stoa

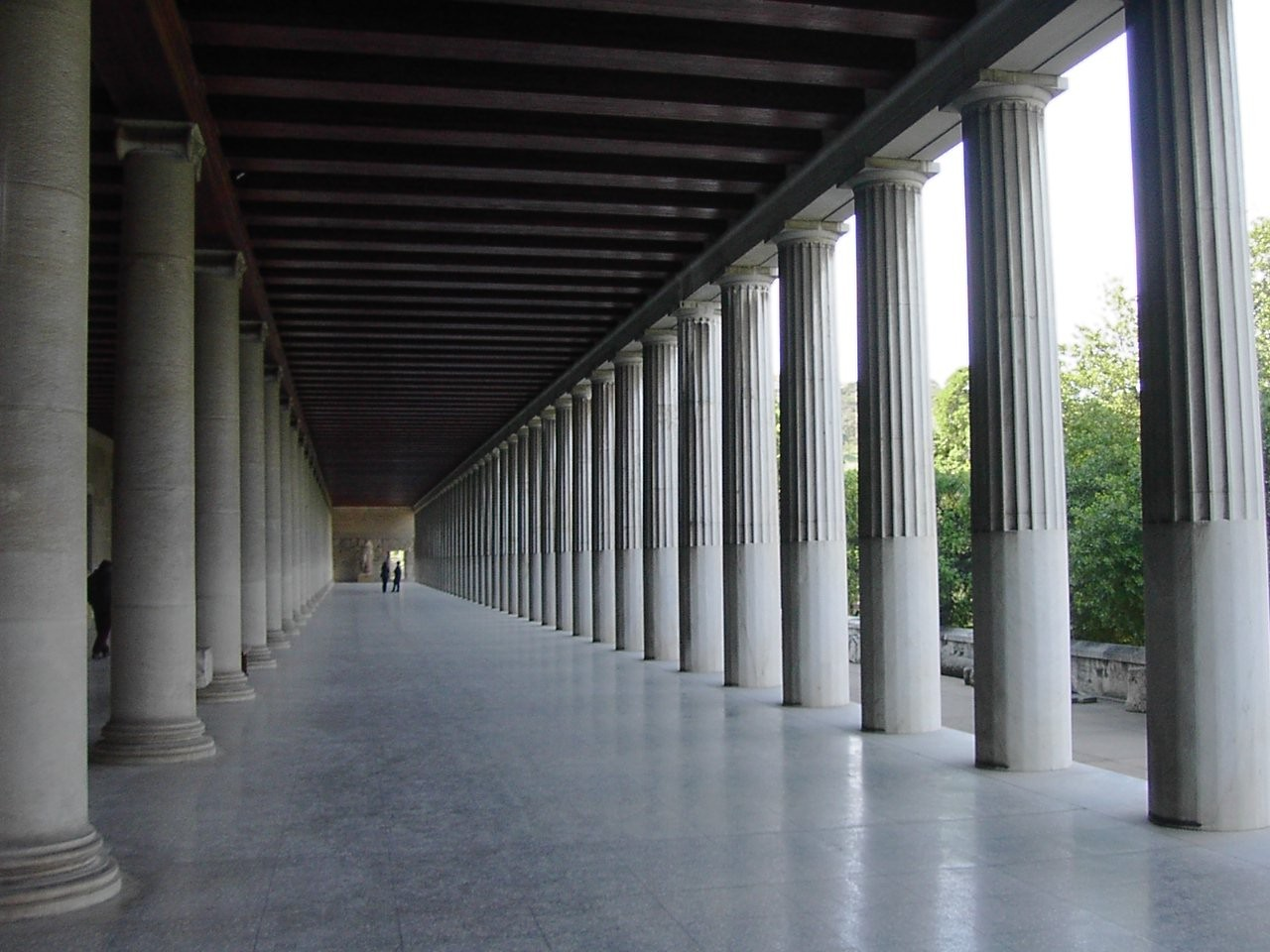
Stoa i Aten.

Stoa avser en täckt kolonnad som i antikens grekiska och romerska städer flankerade agoran respektive forumet, eller den generella öppna marknads- och mötesplatsen. Det var en offentlig byggnad och arkitekturen erbjöd skydd från solen och fläktande vind. Stoor användes som gångväg och en plats att sätta upp marknadsbås då agoror/forum var platser där mycket folk samlades.
Stoa har givit namn åt stoicismen.